# Dorfkirche Friedrichsthal (Oranienburg)
Die Dorfkirche Friedrichsthal ist eine evangelische Kirche im Ortsteil Friedrichsthal der Stadt Oranienburg im brandenburgischen Landkreis Oberhavel. Sie wurde 1897 eingeweiht und ist seit den späten 1990er Jahren ein Baudenkmal. Die Kirchengemeinde Friedrichsthal gehört zum Pfarrsprengel Sachsenhausen im Kirchenkreis Oberes Havelland der Evangelischen Kirche Berlin-Brandenburg-schlesische Oberlausitz.

## Lage
Der Sakralbau steht direkt auf dem dreieckigen Dorfplatz und ist rundherum von einer Grünanlage umgeben. Die Kreuzallee (Nordwest), Keithstraße (Nordost) und der Dorfplatz (Südwest, Südost) bilden die Straßenbegrenzungen des Kirchengeländes.

## Geschichte
Das Kirchengebäude entstand auf Wunsch der Christen aus den drei benachbarten Orten Friedrichsthal, Glashütte und Malz, die nach Bötzow eingepfarrt waren. Bereits 1754 hatten die 20 Einwohnerfamilien die Bitte geäußert, dass ihnen „ein Ort im alten Schlößgen zu Friedrichsthal, worin ihnen alle 14 Tage eine Predigt accordiert werde, adaptiert werden möge.“ Sie wollten auch dem Prediger und dem Schulmeister jährlich einige Groschen bezahlen. Diese Bitte wurde nicht gewährt, sie mussten weiterhin Kirchen in Bötzow besuchen und wurden zu deren finanzieller Unterstützung herangezogen, wenn Reparaturen oder dringende Anschaffungen erforderlich waren. So besuchten sie nur in sehr großen Abständen die Gottesdienste. Erst nach dem Zuzug ausländischer Uhrmacherfamilien und der damit vergrößerten Gemeinde entstand der Plan, auf dem Dorfplatz eine einfache Fachwerkkirche zu errichten. Ein Bittgesuch um Baugenehmigung und finanzielle Hilfen wurde 1783 dem König zugeschickt. Wiederum kam die Idee nicht zur Ausführung.
Weitere Versuche, beispielsweise zur Umnutzung von Räumlichkeiten des Jagdschlosses oder des Kantorhauses führten lediglich zu lange andauernden Verhandlungen. Um trotzdem Erleichterungen für die Kirchgänger zu erreichen, fanden Gottesdienste deshalb häufig in der ansässigen Schule statt, zu denen sich viele Besucher einfanden. Dagegen blieben nach und nach die Kirchgänger in Oranienburg weg. Trotzdem wurde nichts zum Bau einer Dorfkirche im Ort unternommen, da die Gründung eines eigenen Pfarrsystems in Friedrichsthal wegen fehlender Mittel nicht möglich sei, wie es hieß. Bis zum Jahr 1893 hatten Gemeindemitglieder einige hundert Mark gespendet, mit denen am Schulhaus wenigstens eine Apsis angebaut werden konnte. Zudem ließ der für den Pfarrbereich zuständige Oberpfarrer Rodatz vom königlichen Kreisbaumeister, dem preußischen Regierungsbaurat Ludwig von Tiedemann, einen Kostenvoranschlag für einen Kirchenbau ohne Turm, mit 400 Sitzplätzen und einer Orgelempore erstellen: Rund 28.000 Mark waren erforderlich. Als Bauvorbild sollte die Petrikirche in Luckenwalde dienen.
Die stetig wiederkehrenden Probleme und Bittgesuche führten schließlich dazu, dass 1894 per Kaiserlicher Kabinetts-Ordre ein Allerhöchstes Gnadengeschenk von 10.000 Mark und vom Königlichen Konsistorium aus dem Kurmärkischen Ämterkirchenfonds 17.500 Mark für einen Kirchenbau bereitgestellt wurden. So konnte bereits am 14. März 1895 der Grundstein gelegt werden, in welchen Tageszeitungen und aktuelle Geldmünzen eingelegt worden waren. In einem Klassenraum fand der Festgottesdienst statt. – Aus statischen Gründen musste die Kirche noch vor dem eigentlichen Baubeginn in der Achse gedreht werden und war damit nicht mehr klar geostet. Deshalb wurde der Grundstein neu gelegt, damit er direkt unter den späteren Altar kommen konnte.

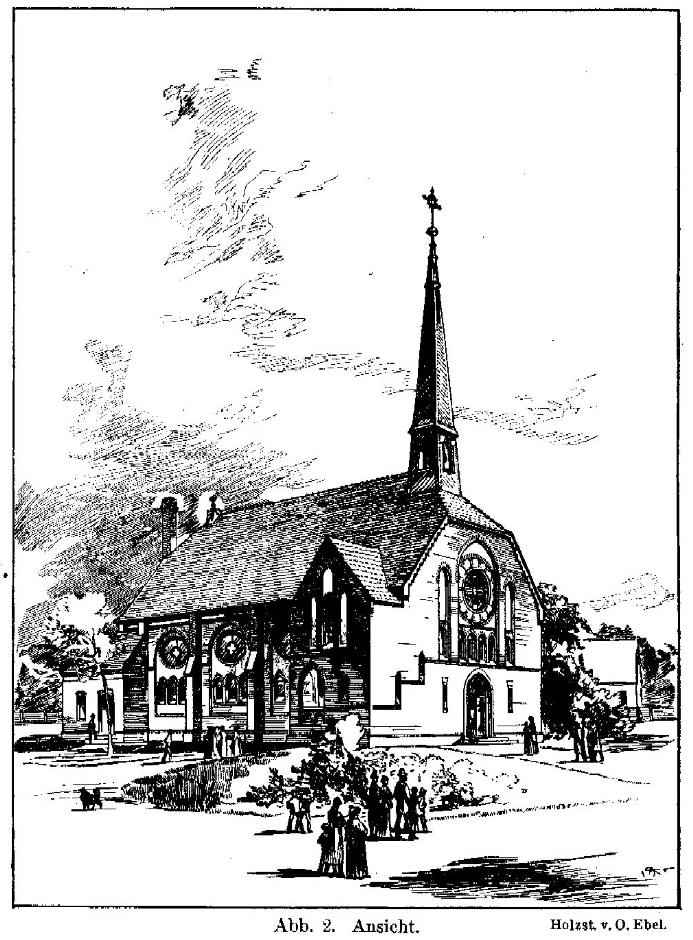
Holzstich von O. Ebel,
1898 abgedruckt

Vereidigter Taxator zum Kirchenbau war der damalige Königliche Kreisbaumeister Franz Jaffé, der auch die behördliche Bauaufsicht wahrnahm. Kreisbaurat Carl Schönrock aus Berlin war der vor Ort agierende technische Bauleiter. Den Großteil der Bauarbeiten führte der Maurer und Zimmermeister Brandt aus Velten aus. Trotz der früheren Vorgabe, das Bauwerk nach dem Vorbild der Kirche in Luckenwalde zu errichten, wählten Jaffé und von Tiedemann schließlich die Pfingstkapelle aus Potsdam als Vorbild, die Tiedemann schon geplant und ausgeführt hatte. Die finanzielle Ausstattung für den Kirchenbau ließ es zu, dass für die weiteren Gewerke wie Tischler, Schlosser oder Glaser Firmen aus Berlin beauftragt werden konnten. Namentlich am Bau beteiligt war außer den oben genannten Baubeamten (Franz Jaffé und Carl Schönrock) die Ziegelei Barnewitz aus Rathenow.
Zur Aufstockung der Mittel für eine gute Ausstattung und Ausschmückung des Kircheninneren veranstaltete der Pfarrer eine Kirchenbaulotterie, sammelte weitere Geldspenden aus allen deutschen Kirchengemeinden, veranlasste Fachvorträge und organisierte Benefizveranstaltungen.
In der nordöstlichen Wandfläche im Kircheninneren wurde eine Kartusche aus dem inzwischen abgetragenen Friedrichsthaler Jagdschloss eingefügt. Sie zeigt die in Spiegelschrift dargestellten Initialen des Kurfürsten Friedrich III.: F. 3. C.
Die inneren Wandflächen wurden einheitlich in Kaseïn auf ungefärbtem Putz gestrichen. Zudem trugen die Maler darüber Ornamente auf. Am 11. September 1895 wurde das eiserne Turmkreuz aufgerichtet, in den Knopf kamen einige Urkunden. Aus Anlass der Kircheneinweihungsfeier, die der Bischof D. Faber mit einer Weiherede abschloss, überbrachte ein Vertreter des Kaiserpaares eine kostbare Altarbibel mit einer handschriftlichen Eintragung der Kaiserin (Prophetenwort Jes. 60, Vers 1).
Die Gesamtausgaben für Bau und Ausstattung betrugen fast genau 33.000 Mark.
In den beiden Weltkriegen und später wurde der Sakralbau nicht beschädigt, er ist also weitestgehend im Original erhalten. Da er nur eine kleine Glocke im Dachreiter und eine kleine Orgel besaß, musste auch nichts als Metallspende des deutschen Volkes abgeliefert werden.
Nach dem Zweiten Weltkrieg, in den Jahren 1961/1962 und 1981/1982 wurden mit staatlicher Hilfe größere Restaurierungen und Umbauten vorgenommen. Dabei konnten einige im Laufe der Zeit entstandenen Schäden beseitigt werden, eines der Holzkreuze in der Apsis wurde entfernt und der große gusseiserne Leuchter aus dem Kirchenraum wurde verschrottet. Aber erst nach der deutschen Wiedervereinigung ab 1990 ließ der Kirchgemeinderat eine umfassende Sanierung des gesamten Gebäudes, außen und innen, durchführen. Die Kosten trug das Landeskirchenamt.
Seit 2003 fanden folgende Baumaßnahmen an und in der Kirche statt: Instandsetzung Turm und Turmbekrönung, Ausbesserung der Kirchendecke, Neueindeckung des Kirchendaches, Einbau einer Toilette im Raum unter der Treppe, dem ehemaligen kleinen Geräteraum.
Die Kirche wird außerhalb gottesdienstlicher Angelegenheiten auch für Konzerte genutzt: Im September 2013 gaben 12 Absolventen des Dresdner Kreuzchores in der Friedrichsthaler Kirche ein Konzert.Im Jahr 2015 trat beispielsweise das Jugendkammerorchester der Kreismusikschule Oranienburg zusammen mit Friedrichsthaler Solisten am Klavier, an der Orgel, im Gesang und am Saxophon auf.

## Architektur

### Überblick

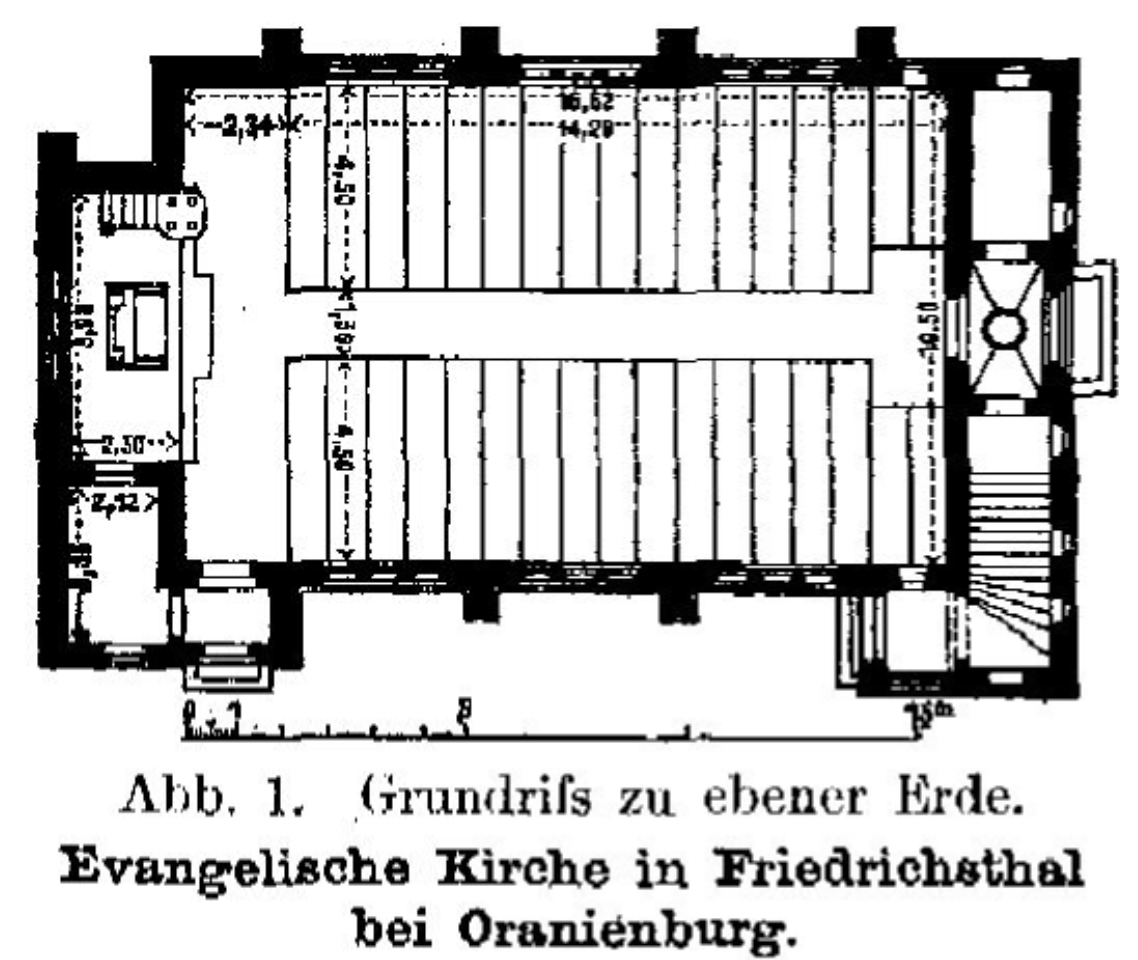
Grundriss aus dem Jahr 1898

Das unsymmetrische und nicht geostete Kirchengebäude im Stil der Neugotik hat im Inneren eine Länge von 16 Metern, zuzüglich der Apsis von rund 2,50 Meter und dem Eingangsbereich unter dem Turm, der eigentlich nur ein Dachreiter ist, mit knapp zwei Meter. So ist die Außenfront insgesamt um 21 Meter lang. Die außen angebaute Chorapsis hat einen rechteckigen Grundriss, (2,30 m × 5,50 m), nordwestlich bündig mit der Apsis sind zwei kleine Räume angefügt, die über einen gesonderten Zugang von/nach außen verfügen. Solche Eingänge dienten früher auch als Brautpforte.

### Außen
Der Kirchenbau besteht aus einem Hauptgebäude mit U-förmigem Grundriss, dem der Dachreiter als Glockenträger an der Südostseite aufgesetzt wurde. Es handelt sich um einen unverputzten roten Backsteinbau im neogotischen Baustil. Als Baumaterial dienten Rathenower Handstrichsteine. Die Strebepfeiler sind in Binderebene angeordnet und mit Putzblenden, Stromschichtenfriesen und Gesimsen sparsam geschmückt.
Der turmähnliche Aufbau ist rund 15 Meter hoch und schließt mit einem viereckigen mit Schiefer gedeckten Spitzhelm. Im Dachreiter befindet sich eine Kirchenglocke in einem hölzernen Glockenstuhl. Die Glocke wiegt sechs Zentner und ist auf den Schlagton d abgestimmt. Im Jahr 1966 erhielt sie ein elektrisch angetriebenes Läutewerk, das eine damalige Partnergemeinde aus Wuppertal gestiftet hatte.
Das Treppenhaus zur Empore umfasst den Grundriss des Kirchenhauptraumes und verfügt über einen eigenen Ein-/Ausgang. Neben dem Kirchenportal hat der Architekt im Inneren eine Bahrenkammer einbauen lassen, die inzwischen eine kleine Küche enthält. Unter der Treppe gibt es einen Geräteraum.
Einer der neben der Chorapsis vorhandenen Anbauten dient als Sakristei.
Das Hauptportal am Turmunterbau kann nur über einige Stufen erreicht werden und ist damit nicht barrierefrei.
Alle Fenster einschließlich dem über dem Portal sind spitzbogig und dreigeteilt. In Bogenmitte schmücken große farbige Fensterrosetten den Bau.
Das Pultdach des Kirchenhauptbaues ist mit roten Dachziegeln gedeckt.

### Innen
Die Wandflächen im Inneren sind weitestgehend verputzt, nur die Fenster- und Türöffnungen sowie die Sockel sind mit sichtbaren Backsteinen ausgeführt worden. Die Seitenwände enthielten Gedenktafeln für die Toten der Gemeinde aus verschiedenen Kriegen (1864, 1866, 1870/71) und dem Ersten Weltkrieg. Die im Jahr 1921 nachgetragene Namenstafel für die 37 Weltkriegstoten wurde in einem Gottesdienst eingeweiht, die Namen der Toten fügte die Gemeinde auf einem gesonderten Blatt in die Altarbibel ein. Beide Gedenktafeln wurden bei den Umbaumaßnahmen 1961/1962 in einer Dachkammer abgestellt. Dann wurden alle Wandornamente unifarben übermalt.
Der gesamte Raum wird von einer flachen Decke überspannt. Im Jahr 1990 erhielten alle Innenwände einen hellen Farbanstrich.
Vom Vorraum hinter dem Hauptportal führt eine Treppe auf die Orgelempore.

## Ausstattung
Zur Ausstattung des Gotteshauses stand ein Betrag von rund 5000 Mark zur Verfügung, der, wie oben schon angedeutet, aus Spenden, bezahlten Fachvorträgen und privaten Stiftungen stammte. Damit konnte großzügig geplant und angeschafft werden.

### Altar, Chor, Bestuhlung, Wandschmuck
Der Altarraum erhielt ein reich gestaltetes dreiteiliges farbiges Bleiglasfenster-Gemälde. Das Mittelteil zeigte ursprünglich Jesus als guten Hirten, wurde aber noch vor 1933 von Kindern durch Steinwurf so stark zerstört, dass eine Reparatur nicht mehr möglich war. Um ein nachfolgendes neues Fenster vor weiteren Beschädigungen zu schützen, ließ die Kirchenleitung ein ganzflächiges Gitter davor anbringen. Dieses war aber etwa Mitte der 1960er Jahre durchgerostet und abgefallen. Dann folgten wieder mutwillige Zerstörungen. Im Jahr 1962 wurde ein neues Fenster eingesetzt, das die ursprünglichen Fensterformen aufnahm, aber keine Bibelszenen beinhaltete; verschiedene Ornamente zierten die Spitzbögen. Im Jahr 1994 wurde dieses Fenster gründlich instand gesetzt. Es präsentiert nun Jesus’ Worte aus dem Johannesevangelium: „Ich bin der Weinstock; ihr seid die Reben. Wer in mir bleibt und ich in ihm, der bringt viel Frucht; denn ohne mich könnte ihr nichts tun.“
Hinter dem Altartisch ist ein einfaches Kruzifix aus Holz aufgestellt. Es enthält die Inschrift „gewidmet der Kirche zu Friedrichsthal am Tag der Einweihung von H. Sauer und Frau, geb. Kohte, ‚Fichtengrund‘ 1897.“
Im Kirchenschiff stehen beiderseits eines Mittelganges 15 Reihen Kirchenbänke, jede Bank ist 4,50 m lang. Das ergibt Sitzplätze für 298 erwachsene Kirchgänger; auf der Empore finden noch 62 Kinder Sitzgelegenheiten. Damit sind es keine 400 Sitzplätze, wie ursprünglich vorgesehen.
An beiden Längswänden des Kirchenschiffes hängen gemalte Bibelszenen auf grobem Leinenstoff. Diese Wandbehänge hatte die im Jahr der Kirchenweihe in Berlin geborene, und noch in den 1940er Jahren nach Friedrichsthal gezogene, Künstlerin Elisabeth Kallen im Auftrag des Pfarrers Scharf angefertigt. Ein Behang stellt den weinenden Petrus dar, der sich ob seiner Jesusleugnung schämt. Auf dem anderen Bild sind drei Frauen zu sehen, die am Ostermorgen die frohe Botschaft von Jesu Auferstehung erfahren.

### Fenster, Leuchter und weiteres
Die dreiteiligen Spitzbogenfenster an den Längswänden und die Rosetten, verziert mit einfachen Rautenmustern, lassen reichlich Tageslicht in das Kirchenschiff hinein. Jer Wand gibt es drei solcher Kirchenfenster. Ein kleines Fenster gleich neben dem Kircheneingang ist ein Geschenk von Günter Paegelow, Sohn des Ortschronisten Willi Paegolow. Es symbolisiert mit den Umrissen eines Korns und einer Ähre die Gedanken von Auferstehung und dem ewigen Leben. Eine bildbeherrschende gelbe Ähre befindet sich vor einem Kreuz, seitwärts am Halm sind zwei Wasserschalen dargestellt.
Auf dem Altar werden regelmäßig zwei Altarleuchter aufgestellt, die aus Messing bestehen und vom Verein Villen Colonie Fichtengrund zum Tag der Kirchenweihe gestiftet worden sind, wie die entsprechende Inschrift verkündet. Alle begehbaren Fußböden sind mit Keramikfliesen belegt, unter den Bänken wurde Holzfußboden mit Drainageunterboden eingebaut, um die Erdfeuchtigkeit nicht aufzustauen.
Die erste Kirchenheizung erfolgte mit Kohleöfen. Inzwischen gibt es für den großen Raum eine Gasheizung und unter den Sitzen eine Fußbodenheizung.

### Tauf- und Abendmahlsgeräte
Bei der Einweihung verfügte der Pfarrer bereits über Abendmahlsgeräte, die den Besuchern auf einem Podium gezeigt worden waren. Das sind unter anderem eine Hostien-Dose, eine Messwein-Kanne, eine Patene. Aus Anlass des 25-jährigen Kirchweihjubiläums stifteten Angehörige der Friedrichsthaler Familie Eckert darüber hinaus eine Taufschale mit Taufkanne sowie einen Kelch.

### Orgel
Der Auftrag zum Bau einer Orgel wurde an das Unternehmen Orgelbau Wilhelm Sauer in Frankfurt (Oder) vergeben, der nachgelassene Preis betrug 2000 Mark. Die Orgel erhielt ihren Platz auf der Empore und wird seitdem regelmäßig für alle kirchlichen Feste gespielt. Außerdem wird sie seit Jahren regelmäßig in den Kulturveranstaltungen des Landkreises Oranienburg mit eingesetzt.
Es ist ein einmanualiges Schleifladen-Instrument mit sechs Registern und Pedalkoppel. Sie wurde 1969 und 1997 gründlich überarbeitet. Im Jahr 1993 erhielt sie ein neues geräuscharmes Gebläse für den Blasebalg. – Der gegenwärtige Kantor Tino Herrig ist auch gelernter Orgelbauer und führt die regelmäßige Wartung selbst aus.

## Seelsorge
Zum Einzugsgebiet der Kirchengemeinde gehören neben Friedrichsthal mit Malz die Siedlung Fichtengrund, die Wohnplätze Dameswalde, Neu-Friedrichsthal und Grabowsee. Die Christgemeinde Friedrichsthal bildet zusammen mit den evangelischen Kirchen Sachsenhausen und Schmachtenhagen den Pfarrsprengel Sachsenhausen. Seit 2003 ist Peter Krause Pfarrer der Gemeinde, der auch das 1970 eröffnete Evangelische Seniorenzentrum Elisabethstift in Friedrichsthal seelsorgerisch betreut.
Zum Gemeindeleben gehörte lange Jahre eine Frauenhilfe (die nach dem Tod der Leiterin Anfang der 2010er Jahre aufgegeben wurde) sowie ein seit 2012 aktiver kirchlicher Singkreis.
Um die Verwaltung und das Wohl des Kirchensprengels kümmert sich auch der Gemeindekirchenrat (GKR), bestehend aus gewählten Ältesten der Ortsbereiche. Für die Christen aus Friedrichsthal und Malz wurden Reinhild Welle und Bärbel Piller im Jahr 2017 als Älteste gewählt.

## Bisherige Pfarrer
Um den Kirchenbau Ende des 19. Jahrhunderts verdient gemacht haben sich die Oranienburger Pfarrer Friedrich Ballhorn und Julius Rodatz.
Folgende Pfarrer waren für oder in der Kirche tätig (mit ihren Amtszeiten):
- 1897–1908: Theodor Püschel
- 1908/1909: Otto Hanse
- 1909–1913: Otto Glaser
- 1913–1925: Paul Messerschmidt
- 1925–1932: Arthur Nithack
- 1933–1945: Kurt Scharf,
Vertreter während Scharfs Gefangenschaft: Kantor Ernst Grießmann
- 1945–1957: Kurt Nasdala
- 1957–1976: Waldemar Schmidt
- 1976–1990: Hans-Georg Schramm
- 1990–2003: (Interimslösung) Karsten Minkner,
zweiter Pfarrer von Sachsenhausen
- seit 2003: Peter Krause, zuständig für Sachsenhausen, Friedrichsthal (mit Malz) und Nassenheide (mit Freienhagen)[9]